# Ura (Reiu)
Die Ura (estnisch Ura jõgi) ist ein Fluss im Kreis Pärnu im Südwesten von Estland.
Die Ura entspringt im Dorf Lanksaare in der Gemeinde Saarde, wenige Kilometer nördlich der Grenze zu Lettland. Sie verläuft überwiegend in nördlicher Richtung. Beim Dorf Mereküla in der Gemeinde Häädemeeste mündet sie in die Pärnu-Bucht der Ostsee.
Die Länge der Ura beträgt 53 km, das Einzugsgebiet 181 km².